# Urolophus neocaledoniensis
Urolophus neocaledoniensis is een vissensoort uit de familie van de doornroggen (Urolophidae). De wetenschappelijke naam van de soort werd voor het eerst geldig gepubliceerd in 2003 door Bernard Séret en Peter Robert Last.